# Sigma Electronic Flash EF-500 DG Super

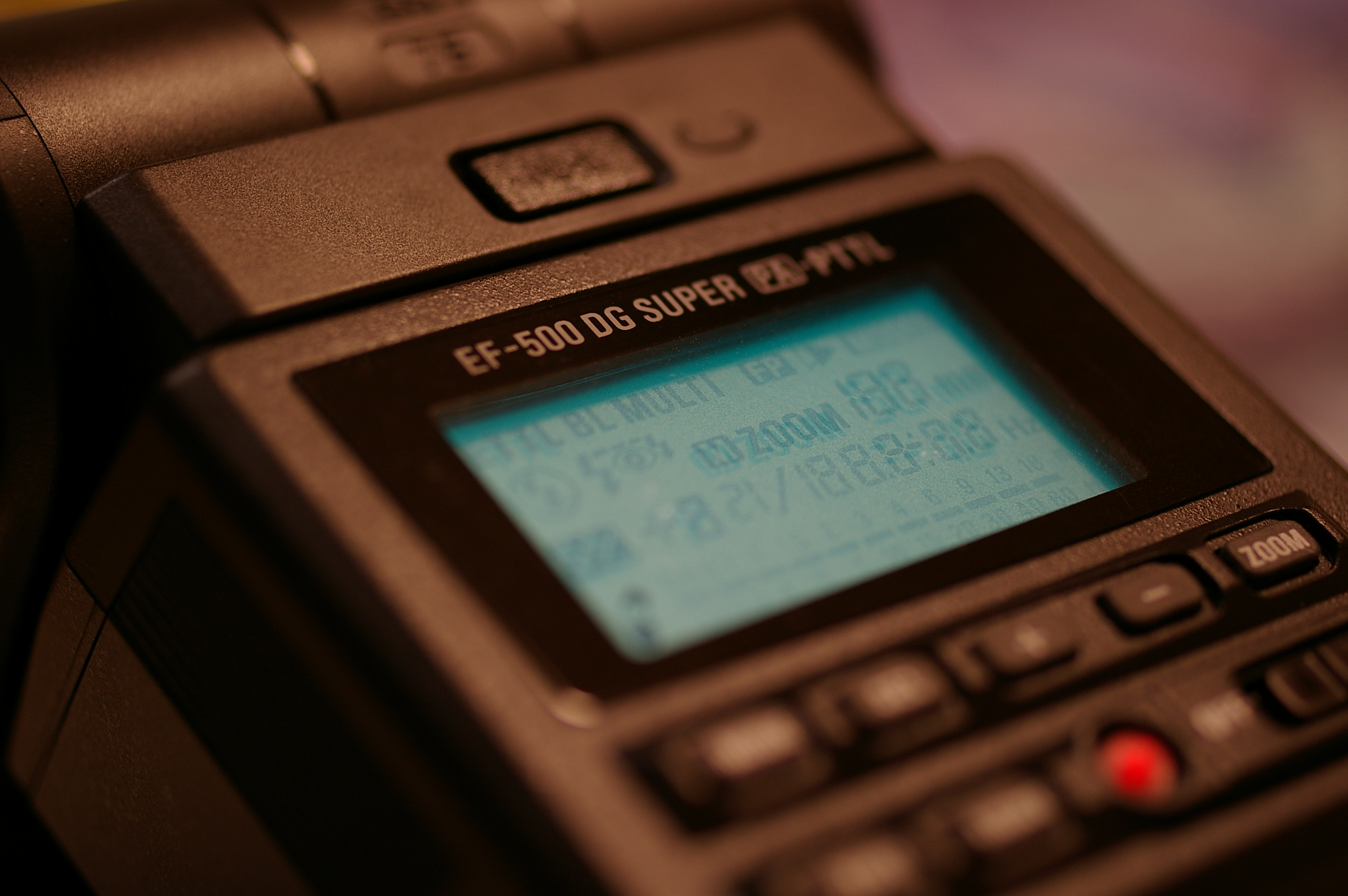
EF-500

Sigma Electronic Flash EF-500 DG Superは、シグマから2004年に発売されたエレクトロニックフラッシュである。

## 対応機種
- SA-STTL
- EO-ETTL II
- NA-iTTL
- MA-ADI
- PA-PTTL

## 仕様
- ガイドナンバー：50 ISO100/m
- 使用電源:単3アルカリ電池/単3ニッカド電池、単3ニッケル水素電池4本
- 充電時間(アルカリ電池):約6秒
- 充電時間(ニッカド、ニッケル水素電池):約4秒
- 発光回数(アルカリ電池):220回
- 発光回数ニッカド、ニッケル水素電池:100回
- 重量:335g
- 寸法:77×139×117mm